# Lepturidium insulare
Lepturidium insulare är en gräsart som beskrevs av Charles Leo Hitchcock och Erik Leonard Ekman. Lepturidium insulare ingår i släktet Lepturidium och familjen gräs. Inga underarter finns listade i Catalogue of Life.